# Colección Arqueológica de Amorgos
La Colección Arqueológica de Amorgos es una colección o museo de Grecia ubicada en la isla de Amorgos, en el archipiélago de las Cícladas.
Se encuentra en la Torre de Gavras, un edificio del periodo veneciano que fue probablemente erigido en el siglo XVI. El edificio fue donado en 1963 y rehabilitado entre 1972 y 1978.
Esta colección se compone de objetos de periodos comprendidos entre la prehistoria y la época romana que se han hallado en excavaciones de la isla, principalmente en sus tres antiguas ciudades: Minoa, Egíala y Arcésina.
Entre los hallazgos prehistóricos se encuentran piezas de cerámica y figurillas de la civilización cicládica. También se expone una sección estratigráfica del yacimiento arqueológico de Markianí.
De épocas posteriores aparecen piezas de cerámica, estatuas, relieves e inscripciones epigráficas de periodos comprendidos entre la época arcaica y la época romana. Es destacable una jarra funeraria del siglo IV a. C. Por otra parte, hay algunas miniaturas realizadas con materiales como arcilla, metal, oro, marfil y vidrio que proceden principalmente del yacimiento de Minoa. También se conservan algunos elementos arquitectónicos de estos periodos.

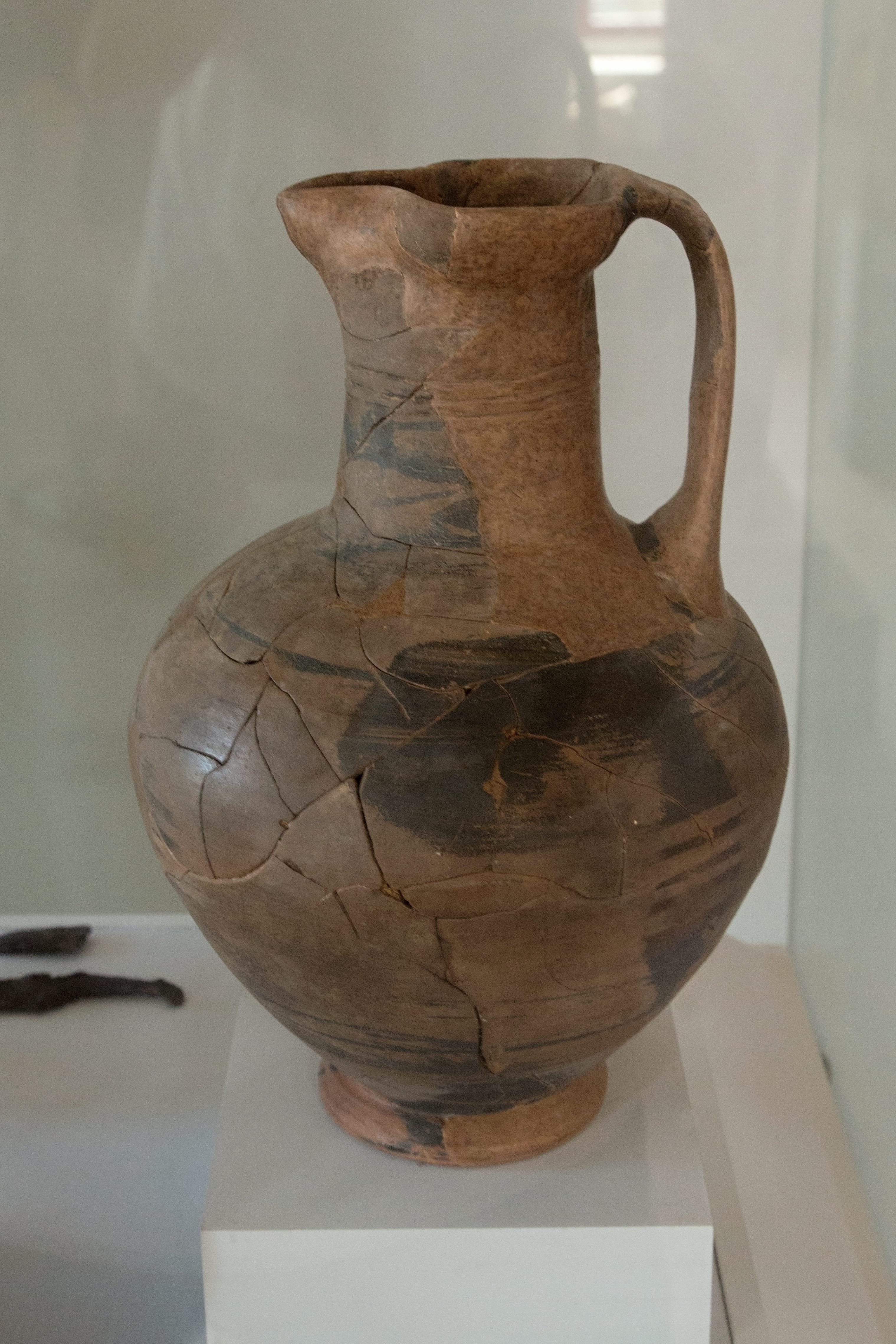
Pieza de cerámica del periodo protogeométrico o del geométrico antiguo.
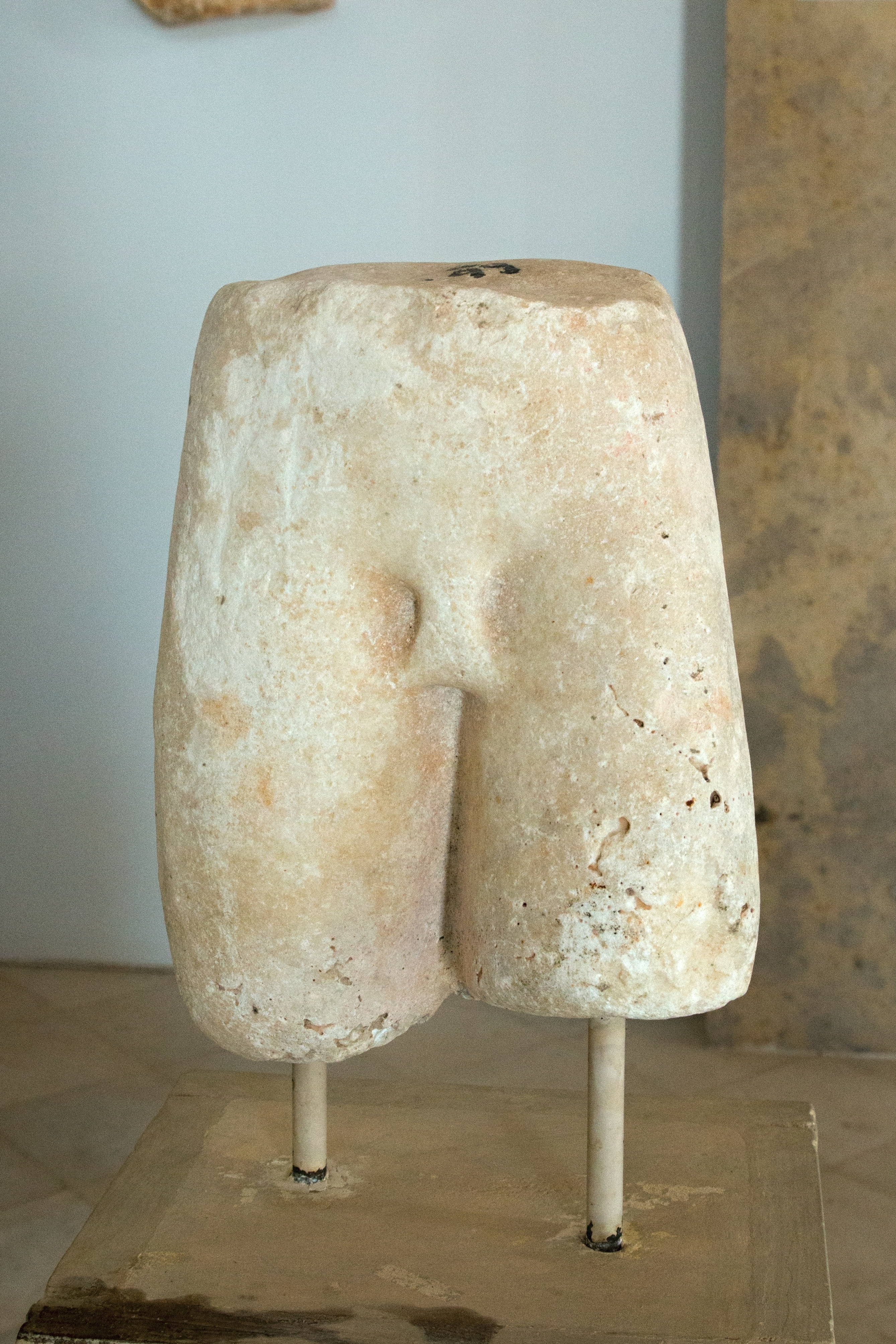
Parte de un kuros del periodo arcaico.
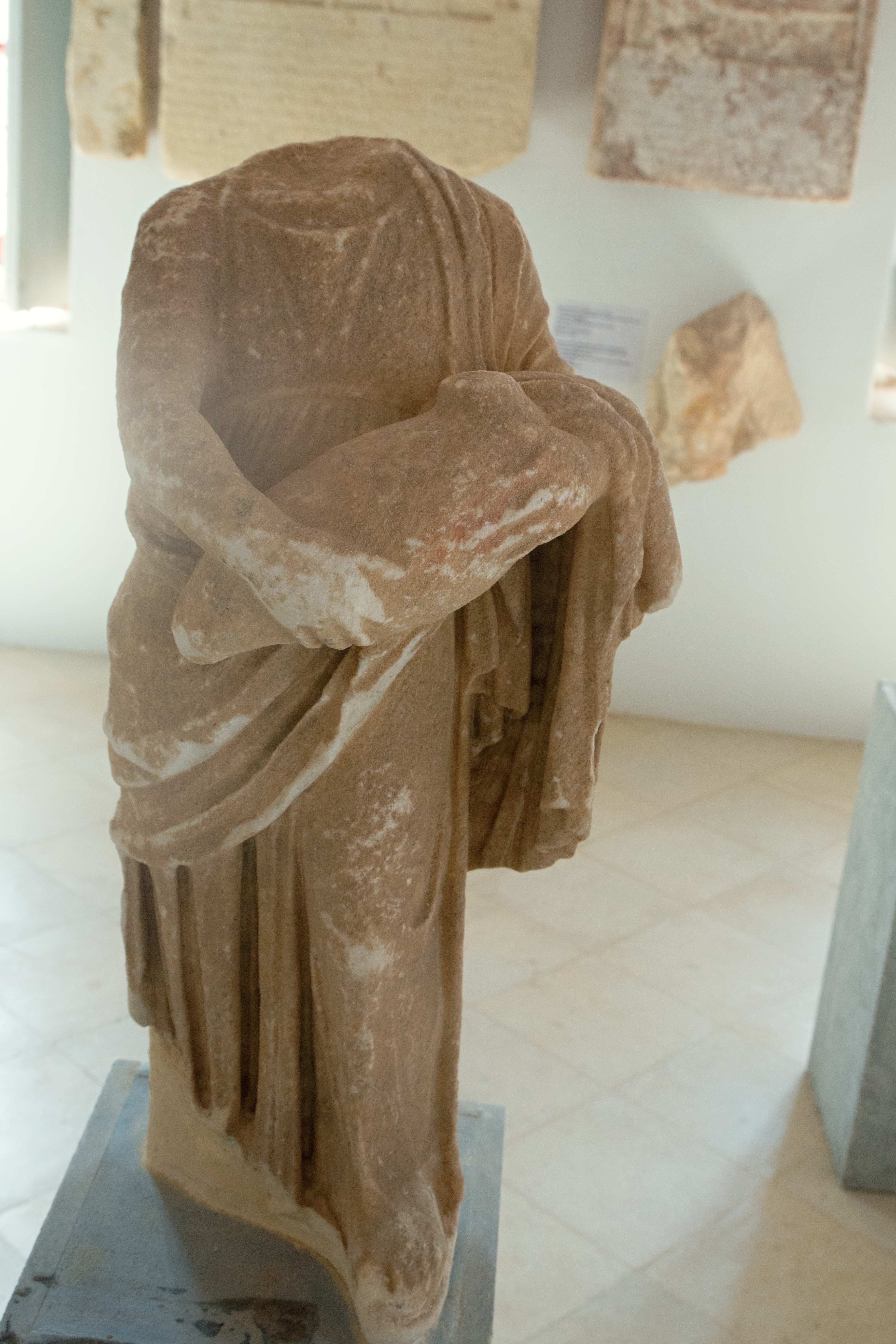
Estatua de mujer sin cabeza realizada con mármol de Paros, del periodo helenístico.